# Nogaye Lo Sylla
Nogaye Lo Sylla (Palma, 23 d'agost de 1996) és una jugadora de bàsquet mallorquina, d'origen senegalès.
Pivot, es formà en les categories inferiors del Club Bàsquet Sant Josep Obrer i al Centre de Tecnificació Esportiva de les Illes Balears. En categoria júnior fitxà pel Reial Club Celta i debutà amb el primer equip a la Lliga femenina 2 la temporada 2013-14 i també jugà amb el Club Bàsquet Andratx. La temporada 2015-16 fitxà pel Mann Filter Zaragoza debutant a la Lliga femenina i, posteriorment, ha competit amb el Cadí la Seu (2016-18), amb el qual guanyà una Lliga catalana (2016), Quesos El Pastor (2018-19), Lointek Gernika (2019-21, 2022-23), Perfumerias Avenida (2021-22), amb el qual guanyà una Lliga espanyola.
Internacional amb la selecció espanyola en categories de fornació, s'ha proclamat subcampiona del Món sub-17 (2012) i campiona d'Europa sub-16 (2012), sub-18 (2013) i sub-20 (2015, 2016). Amb l'absoluta, ha sigut internacionalment en setze ocasions des de 2015.
També ha competit en la modalitat de 3x3. Ha participat amb la selecció espanyola als Jocs Mediterranis de Tarragona 2018, aconseguint la medalla d'argent juntament amb Laia Flores, Marina Lizarazu i Laura Quevedo.